# Adolphe-Joseph-Louis Alizard
Pour les articles homonymes, voir Alizard.
Répertoire
Les Huguenots (Meyerbeer) 
Jérusalem (Verdi)
Scènes principales
Opéra de Paris, 
La Monnaie de Bruxelles, 
Opéra de Marseille
Adolphe-Joseph-Louis Alizard est un baryton-basse français né le 29 décembre 1814 à Paris et mort le 23 janvier 1850 à Marseille.

## Biographie
Adolphe-Joseph-Louis Alizard étudie le chant et le violon au Conservatoire de musique et de déclamation à Paris où il entre en 1834, a pour maître David Banderali et reçoit un premier prix en 1836. Il fait ses débuts en 1837 à l'Opéra de Paris dans le rôle du comte de Saint-Bris des Huguenots de Giacomo Meyerbeer où il obtient un succès honorable. 
Il a le timbre puissant d'une basse profonde mais sa petite taille et sa corpulence le cantonnent dans les rôles secondaires. En 1842 il quitte l'Opéra de Paris pour le théâtre de la Monnaie de Bruxelles qui lui propose un engagement et où il reste deux ans. 
Durant cette période il travaille durement sa voix pour parvenir à une tessiture de baryton et chante alors tous les rôles de cet emploi dans le répertoire du grand opéra. Il finit par être atteint d'une affection des bronches le contraignant à se retirer. Il voyage en Italie où il recouvre sa santé, retrouve sa voix et chante sur les théâtres de la péninsule puis sur les scènes françaises où il fait une vive impression. Il est rappelé à l'Opéra en 1846 où il revient avec le titre de chef d'emploi et crée le rôle de Roger dans le Jérusalem de Giuseppe Verdi en 1847. 
Sa voix est alors puissante, étendue, agile et l'aisance d'Alizard sur scène lui vaut l'enthousiasme du public. En 1848 il est à nouveau malade, son larynx étant cette fois touché. Il espère trouver la guérison dans le midi de la France et part pour Marseille où il meurt quelques semaines après son arrivée.

## Répertoire
- Giacomo Meyerbeer, Les Huguenots (le comte de Saint-Bris)
- Giuseppe Verdi, Jérusalem (Roger)